# Historia profunda
La historia profunda (en inglés: Deep history) es un concepto historiográfico que alude al pasado más remoto de la historia humana dentro del tiempo profundo. Forma parte de la filosofía de la gran historia, como análisis de sus etapas más tempranas, tratando de superar la visión historiográfica tradicional de la prehistoria con un enfoque más amplio, multidisciplinar y que abarca una historia global y no lineal desde el big bang con el análisis de patrones estructurales.  Es un concepto discutido por la comunidad historiográfica y con poca tradición más allá de círculos anglosajones.